# Ramtek
Ramtek é uma cidade  no distrito de Nagpur, no estado indiano de Maharashtra.

## Geografia
Ramtek está localizada a 21° 24′ N, 79° 20′ L. Tem uma altitude média de 345 metros (1131 pés).

## Demografia
Segundo o censo de 2001, Ramtek tinha uma população de 22,517 habitantes. Os indivíduos do sexo masculino constituem 51% da população e os do sexo feminino 49%. Ramtek tem uma taxa de literacia de 75%, superior à média nacional de 59.5%: a literacia no sexo masculino é de 82% e no sexo feminino é de 68%. Em Ramtek, 12% da população está abaixo dos 6 anos de idade.